# Livres en folie
Livres en folie est une foire annuelle du livre organisée en Haïti, considérée comme l'un des plus grands événements littéraires du pays. Fondée en 1995 par Le Nouvelliste et la Unibank, cette manifestation réunit auteurs, éditeurs et lecteurs pour célébrer la littérature haïtienne.

## Histoire et Évolution
L'idée de créer Livres en folie est née de la volonté de promouvoir la culture et la littérature haïtiennes, tout en offrant aux écrivains locaux une plateforme pour rencontrer leur public. La première édition, organisée en 1995, a attiré des milliers de visiteurs, témoignant d'un fort engouement pour l'événement dès ses débuts.
Au fil des ans, l'événement a pris de l'ampleur, accueillant de nombreux auteurs pour des séances de dédicaces, des discussions et des conférences. Livres en folie propose également des réductions sur les livres, rendant la littérature plus accessible au grand public.

## Impact Culturel
Livres en Folie a eu un impact notable sur la scène littéraire haïtienne. En offrant une visibilité accrue aux auteurs locaux et en encourageant la lecture, l'événement joue un rôle clé dans la promotion de la littérature en Haïti. De nombreux jeunes écrivains ont pu lancer leur carrière grâce à cette exposition .
En plus de son influence littéraire, Livres en Folie crée un espace de dialogue culturel, renforçant ainsi les liens sociaux et culturels au sein du pays .

## Éditions Remarquables
Certaines éditions de Livres en Folie ont été particulièrement marquantes. Par exemple, l'édition de 2010, organisée après le tremblement de terre dévastateur, a symbolisé la résilience et la solidarité de la communauté littéraire haïtienne. En 2020, en raison de la pandémie de COVID-19, la foire s'est tenue pour la première fois entièrement en ligne, permettant à un public plus large de participer.

## Participation Internationale
Bien que centrée sur la littérature haïtienne, Livres en Folie accueille également des auteurs et éditeurs internationaux, enrichissant les échanges culturels et ouvrant de nouvelles perspectives pour les écrivains haïtiens sur la scène mondiale.
Livres en Folie est un événement incontournable pour les amateurs de littérature en Haïti. En célébrant la richesse de la littérature haïtienne et en offrant une plateforme de rencontre pour les auteurs, cet événement contribue de manière significative à la vitalité culturelle du pays.